# Copa Libertadores da América Sub-20 de 2018
A Copa Libertadores da América Sub-20 de 2018 foi a 4ª edição desta competição de futebol internacional organizada pela Confederação Sul-Americana de Futebol (CONMEBOL) para jogadores com até 20 anos de idade. 
Nesta edição, participam 12 equipes de dez países distintos; uma equipe para cada país, incluindo duas vagas adicionais preenchidas pelo São Paulo, atual campeão do torneio, e o River Plate, vice-campeão uruguaio, classificado como representante do país sede.
Na decisão, o Nacional do Uruguai conquistou o título derrotando o Independiente del Valle por 2 a 1, com dois gols contra do mesmo jogador equatoriano.

## Equipes classificadas
As equipes classificadas para a competição foram:
| País      | Equipe                  | Classificação                                          |
| --------- | ----------------------- | ------------------------------------------------------ |
| Argentina | Talleres                | Campeão do Torneio Nacional da Quarta Divisão de 2017  |
| Bolívia   | Quebracho               | Campeão do Torneio Nacional Sub-20 de 2017             |
| Brasil    | São Paulo               | Campeão da Copa Libertadores da América Sub-20 de 2016 |
| Brasil    | Cruzeiro                | Campeão da Supercopa Sub-20 de 2017                    |
| Chile     | Colo-Colo               | Campeão do Nacional Futebol Jovem ANFP Sub-19 de 2017  |
| Colômbia  | La Equidad              | Campeão da Supercopa Juvenil FCF de 2017               |
| Equador   | Independiente del Valle | Campeão do Torneio Sub-18 "A" de 2017                  |
| Paraguai  | Libertad                | Campeão do Nacional Absoluto Sub-20 de 2017            |
| Peru      | Sport Huancayo          | Campeão do Torneio de Promoção e Reservas de 2017      |
| Uruguai   | Nacional                | Campeão do Anual Sub-19 de 2017                        |
| Uruguai   | River Plate             | Vice-campeão do Anual Sub-19 de 2017                   |
| Venezuela | Atlético Venezuela      | Campeão da Série Ouro Sub-20 de 2017                   |

## Sorteio
O sorteio foi realizado na sede da Asociación Uruguaya de Fútbol no dia 25 de janeiro de 2018 as 16:00 (UTC-3). Os 12 clubes foram organizados em três grupos de quatro. O atual campeão, São Paulo, automaticamente foi colocado no pote 1 e alocado como cabeça de chave do grupo A, enquanto Libertad e Independiente del Valle, que também participaram da edição anterior, completaram o pote 1 e também foram alocadas como cabeça de chaves do grupo B e C, respectivamente.
| Pote 1                                                        | Pote 2 |
| ------------------------------------------------------------- | --- |
| - São Paulo (Posição A1) - Independiente del Valle - Libertad | - Talleres - Quebracho - Cruzeiro - Colo-Colo - La Equidad - Sport Huancayo - Nacional - River Plate - Atlético Venezuela |

## Fase de grupos
Todas as partidas encontram-se no horário local de Montevidéu (UTC−3).

### Grupo A
| 10 de fevereiro | São Paulo                                                                | 6 – 0 | Quebracho | Estádio Centenario, Montevidéu |
| 16:30           | Toró 22', 37' · Gabriel Novaes 32', 58' · Gabriel Sara 49' · Fabinho 80' | [ 6 ] |           | Árbitro: URU Gustavo Tejera    |

| 10 de fevereiro | Atlético Venezuela | 0 – 3 | Talleres                   | Estádio Centenario, Montevidéu |
| 18:45           |                    | [ 6 ] | Nahuel Bustos 7', 48', 59' | Árbitro: COL Nicolas Gallo     |

| 13 de fevereiro | São Paulo                                                                        | 6 – 1 | Atlético Venezuela  | Estádio Centenario, Montevidéu |
| 16:30           | Helinho 12' · Igor Gomes 60' · Toró 68', 83' · Rodrigo 85' (pen) · Bruno Dip 88' | [ 7 ] | Yeangel Montero 64' | Árbitro: PER Luis Garay        |

| 13 de fevereiro | Quebracho | 0 – 2 | Talleres                                 | Estádio Centenario, Montevidéu |
| 18:45           |           | [ 8 ] | Mauro Valiente 45+1' · Nahuel Bustos 51' | Árbitro: CHI César Deischler   |

| 16 de fevereiro | Talleres    | 1 – 1 | São Paulo   | Estádio Centenario, Montevidéu |
| 16:30           | Arturia 75' | [ 9 ] | Liziero 61' | Árbitro: PAR José Mendez       |

| 16 de fevereiro | Quebracho        | 1 – 3 | Atlético Venezuela                | Estádio Centenario, Montevidéu |
| 18:45           | Maurício Paz 19' | [ 9 ] | Robin Ramos 43', 45+1' (pen), 59' | Árbitro: URU Gustavo Tejera    |

### Grupo B
| 11 de fevereiro | Libertad                                                        | 3 – 1  | Cruzeiro    | Estádio Centenario, Montevidéu  |
| 16:30           | Jonathan Valiente 45' · Álvaro Recalde 66' · Jesús Amarilla 84' | [ 10 ] | Vitinho 41' | Árbitro: ARG Fernando Echenique |

| 11 de fevereiro | River Plate      | 1 – 0  | La Equidad | Estádio Centenario, Montevidéu  |
| 18:45           | Facundo Vigo 75' | [ 10 ] |            | Árbitro: ECU Guillermo Guerrero |

| 14 de fevereiro | Libertad | 0 – 0  | River Plate | Estádio Centenario, Montevidéu |
| 16:30           |          | [ 11 ] |             | Árbitro: VEN Alexis Herrera    |

| 14 de fevereiro | Cruzeiro   | 1 – 2  | La Equidad                           | Estádio Centenario, Montevidéu |
| 18:45           | Vitinho 4' | [ 11 ] | Andrés de Armas 35' · Juan Marín 56' | Árbitro: BOL Ivo Mendez        |

| 17 de fevereiro | La Equidad                               | 2 – 2 | Libertad                                    | Estádio Centenario, Montevidéu      |
| 16:30           | Cristian Barrios 47' · Cesar Castaño 67' | [ 9 ] | Esteban Maidana 49' · Jonathan Valiente 84' | Árbitro: BRA Rodolpho Toski Marques |

| 17 de fevereiro | Cruzeiro | 0 – 1 | River Plate      | Estádio Centenario, Montevidéu |
| 18:45           |          | [ 9 ] | Facundo Vigo 11' | Árbitro: CHI César Deischler   |

### Grupo C
| 12 de fevereiro | Independiente del Valle                                                           | 6 – 1  | Sport Huancayo     | Estádio Centenario, Montevidéu |
| 16:30           | Stiven Plaza 29', 48', 85', 87' · Yeison Guerrero 70' (pen) · Renny Jaramillo 79' | [ 12 ] | Samuel Perlaza 75' | Árbitro: PAR José Mendez       |

| 12 de fevereiro | Colo-Colo | 0 – 5  | Nacional                                                           | Estádio Centenario, Montevidéu      |
| 18:45           |           | [ 13 ] | Guillermo May 17', 29', 50' · Thiago Vecino 38' · Brian Ocampo 85' | Árbitro: BRA Rodolpho Toski Marques |

| 15 de fevereiro | Independiente del Valle                                                  | 5 – 0  | Colo-Colo | Estádio Centenario, Montevidéu  |
| 16:30           | Yeison Guerrero 14' · Wiiliam Alarcón 34' · Stiven Plaza 67', 69', 90+2' | [ 14 ] |           | Árbitro: ARG Fernando Echenique |

| 15 de fevereiro | Sport Huancayo | 0 – 8  | Nacional | Estádio Centenario, Montevidéu |
| 18:45           |                | [ 14 ] | Anthony Fuentes 2' · Thiago Vecino 38', 84' · Joaquín Trasante 42' · Alfonso Trezza 45' · Juan Sanabria 66' · Sebastián Paz 70' · Ronaldo Barrios 80' | Árbitro: COL Nicolas Gallo     |

| 18 de fevereiro | Nacional | 0 – 0  | Independiente del Valle | Estádio Centenario, Montevidéu |
| 16:30           |          | [ 15 ] |                         | Árbitro: VEN Alexis Herrera    |

| 18 de fevereiro | Sport Huancayo | 0 – 2  | Colo-Colo           | Estádio Centenario, Montevidéu  |
| 18:45           |                | [ 15 ] | Luis Salas 45', 61' | Árbitro: ECU Guillermo Guerrero |

### Índice Técnico
De acordo com o regulamento, o melhor segundo colocado se classifica para as semifinais,pelo índice técnico.
| Equipes                 | Pts | J | V | E | D | GP | GC | SG  |
| ----------------------- | --- | - | - | - | - | -- | -- | --- |
| Independiente del Valle | 7   | 3 | 2 | 1 | 0 | 11 | 1  | +10 |
| Talleres                | 7   | 3 | 2 | 1 | 0 | 6  | 1  | +5  |
| Libertad                | 5   | 3 | 1 | 2 | 0 | 5  | 3  | +2  |

## Fase final
|  | Semifinais                   | Semifinais                   |   |                              | Final                        | Final |  |
|  |                              |                              |   |                              |                              |       |  |
|  | 21 de fevereiro – Montevidéu |                              |   |                              |                              |       |  |
|  | São Paulo                    | 0                            |   |                              |                              |       |  |
|  | Nacional                     | 3                            |   |                              |                              |       |  |
|  |                              |                              |   |                              |                              |       |  |
|  |                              |                              |   |                              | 24 de fevereiro – Montevidéu |       |  |
|  |                              |                              |   |                              | Nacional                     | 2     |  |
|  |                              | Independiente del Valle      | 1 |                              |                              |       |  |
|  |                              |                              |   |                              |                              |       |  |
|  |                              |                              |   |                              |                              |       |  |
|  |                              |                              |   |                              | Terceiro lugar               |       |  |
|  | 21 de fevereiro – Montevidéu | 21 de fevereiro – Montevidéu |   | 24 de fevereiro – Montevidéu | 24 de fevereiro – Montevidéu |       |  |
|  | River Plate                  | 2                            |   | São Paulo                    | 1(4)                         |       |  |
|  | Independiente del Valle      | 3                            |   |                              | River Plate                  | 1(5)  |  |

### Semifinais
| 21 de fevereiro | São Paulo | 0 – 3  | Nacional                                                        | Estádio Centenario, Montevidéu  |
| 16:30 (UTC-3)   |           | [ 16 ] | Nicolás Laborda 31' · Guillermo May 72' · Ronaldo Barrios 90+5' | Árbitro: ARG Fernando Echenique |

| 21 de fevereiro | River Plate                       | 2 – 3  | Independiente del Valle                      | Estádio Centenario, Montevidéu |
| 18:45 (UTC-3)   | José Neris 51' · Facundo Vigo 53' | [ 17 ] | Renny Jaramillo 40', 75' · Gonzalo Plata 73' | Árbitro: BOL Ivo Mendez        |

### Decisão do terceiro lugar
| 24 de fevereiro | São Paulo | 1 – 1  | River Plate         | Estádio Centenario, Montevidéu |
| 16:30 (UTC-3)   | Walce 88' | [ 18 ] | Cristian Martín 20' | Árbitro: VEN Alexis Herrera    |

|                                           |       | Penalidades                                                       |  |
| Rodrigo Walce Igor Gomes Oliveira Fabinho | 4 – 5 | Aarón Borges Juan Plada Diego Vicente Santiago Pérez Facundo Vigo |  |

### Final
| 24 de fevereiro | Nacional              | 2 – 1  | Independiente del Valle     | Estádio Centenario, Montevidéu |
| 18:45 (UTC-3)   | Johao Chávez 44', 46' | [ 19 ] | Yeison Guerrero 45+1' (pen) | Árbitro: COL Nicolás Gallo     |

## Premiação
| Copa Libertadores da América Sub-20 de 2018 |
| Uruguai                                     |
| ------------------------------------------- |
| Nacional Campeão (1º título)                |